# Jeux panarabes de 1999
Navigation
Édition précédente Édition suivante
Les 9e jeux panarabes ont eu lieu à Amman en Jordanie du 15 août au 31 août 1999. 5504 athlètes venus de vingt-un pays ont participé aux jeux dans vingt-six sports différents.
Le tournoi de football est marqué par plusieurs incidents graves : 45 personnes sont blessées lors d'altercations entre supporters libyens et forces de sécurité jordaniennes dans les dernières minutes de la demi-finale Irak-Libye, 20 personnes dont 3 joueurs palestiniens sont blessés lors d'altercations entre supporters et joueurs libyens et palestiniens durant le match Libye-Palestine, et le match de groupes Irak-Jordanie est ponctué par la poursuite de l'arbitre de la rencontre par des supporters irakiens ainsi que des bagarres entre joueurs.

## Pays participants
21 pays participent à ces jeux :
- Algérie
- Arabie saoudite
- Bahreïn
- Comores
- Djibouti
- Égypte
- Émirats arabes unis
- Irak
- Jordanie
- Liban
- Libye
- Maroc
- Mauritanie
- Oman
- Palestine
- Qatar
- Somalie
- Soudan
- Syrie
- Tunisie
- Yémen

Remarque : le Koweït a boycotté ces Jeux en conséquence de la présence de l'Irak. L'Arabie saoudite, qui a menacé de boycott pour la même raison, était finalement présente.

## Épreuves
| - Athlétisme (résultats détaillés) - Badminton - Basket-ball - Boxe - Bridge - Culturisme - Cyclisme sur route - Échecs - Équitation | - Escrime - Football - Gymnastique artistique - Haltérophilie - Handball - Judo - Karaté - Kickboxing - Lutte | - Natation - Squash - Taekwondo (résultats) - Tennis - Tennis de table - Tir à l'arc - Voile - Volley-ball |

## Médailles par pays
| Rang | Nation              | Or  | Argent | Bronze | Total |
| ---- | ------------------- | --- | ------ | ------ | ----- |
| 1    | Égypte              | 106 | 80     | 81     | 267   |
| 2    | Tunisie             | 39  | 40     | 62     | 141   |
| 3    | Syrie               | 34  | 38     | 64     | 136   |
| 4    | Algérie             | 33  | 32     | 31     | 96    |
| 5    | Maroc               | 30  | 42     | 41     | 113   |
| 6    | Jordanie            | 26  | 33     | 70     | 129   |
| 7    | Arabie saoudite     | 15  | 16     | 18     | 49    |
| 8    | Qatar               | 11  | 11     | 22     | 44    |
| 9    | Émirats arabes unis | 8   | 9      | 17     | 34    |
| 10   | Irak                | 8   | 7      | 32     | 47    |
| 11   | Liban               | 7   | 9      | 25     | 41    |
| 12   | Oman                | 4   | 5      | 7      | 16    |
| 13   | Bahreïn             | 1   | 1      | 4      | 6     |
| 14   | Yémen               | 1   | 0      | 5      | 6     |
| 15   | Libye               | 0   | 1      | 13     | 14    |
| 16   | Palestine           | 0   | 1      | 10     | 11    |
| 17   | Soudan              | 0   | 0      | 1      | 1     |
| 18   | Somalie             | 0   | 0      | 0      | 0     |
| 18   | Djibouti            | 0   | 0      | 0      | 0     |
| 18   | Mauritanie          | 0   | 0      | 0      | 0     |
| 18   | Comores             | 0   | 0      | 0      | 0     |